# Northrop Grumman MQ-8 Fire Scout
Northrop Grumman MQ-8 Fire Scout är en drönare tillverkad av Northrop Grumman för användning av USA:s Arme. Drönarens används främst för att få en tydligare bild av naturkatastrofer och olyckor, samt att assistera markenheter och havsenheter vid operationer. Drönaren används främst av USA:s flotta för bland annat för operationer mot drogsmuggling till havs. Drönaren har använts i Afghanistan och Irak för olika operationer.

## Historia
Till följd av att drönaren RQ-2 Pioneer skulle avvecklas startades ett program för att tillverka en ny typ av drönare. Det första officiella namnet för drönaren var RQ-8 Fire Scout och var baserad på en Schweizer S333, där man hade byggt om chassit för att göra fordonet mindre. Den första testflygningen skedde i januari 2000. Drönaren visade sig inte uppnå de behov som USA:s flotta hade av drönaren, men var dock fortfarande intresserade av den. 
År 2003 valde man att fortsätta med programmet och försöka anpassa designen av drönaren till de behov som USA:s flotta och USA:s arme vid tiden hade. Som direkt följd skapades en ny variant med namnet RQ-8B. 2006 döptes modellen om till MQ-8A. USA:s arme valde att inte fortsätta med programmet och använda RQ-7 för de behov som fanns. USA:s flotta använder drönaren under namnet "Sea Scout" och har utrustat drönarna med kamera system som bland annat kan användas för att upptäcka havsminor.

## Design
Drönaren har möjlighet att flyga helt självständigt. Den kan starta, utföra uppdrag och landa utan att behöva styras under aktiv operation. 

## Galleri

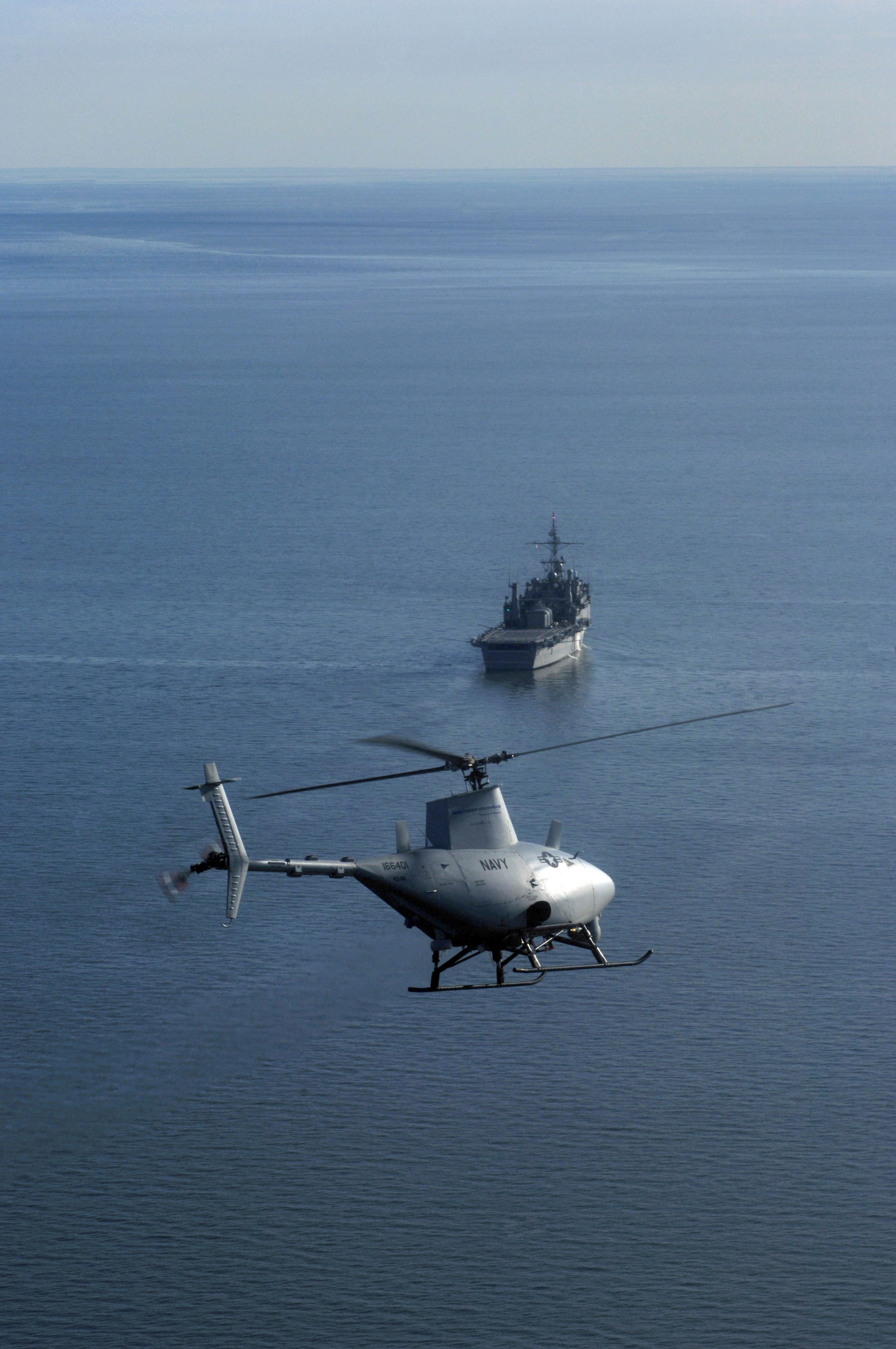
RQ-8A på väg att landa ombord på USS Nashville.
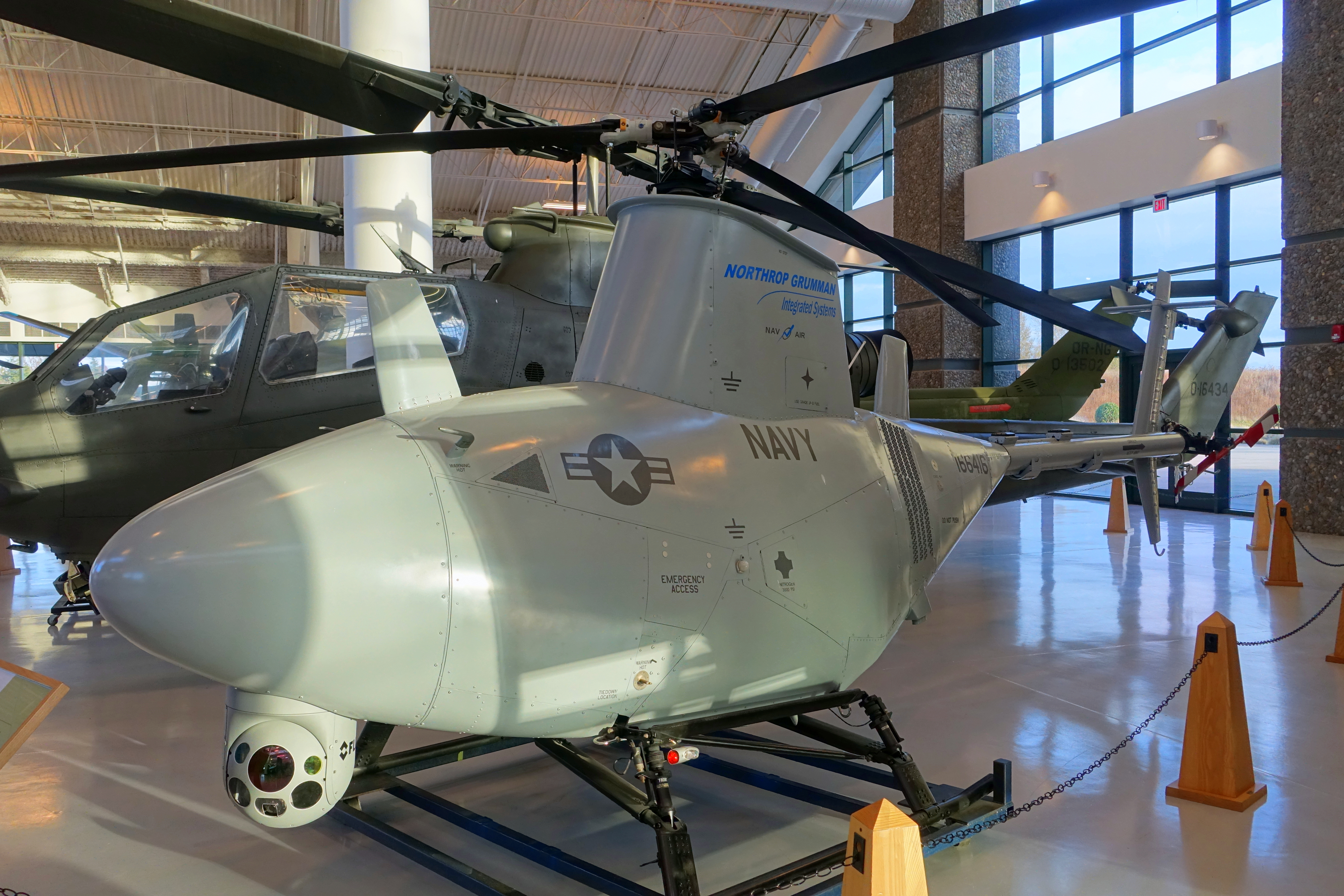
RQ-8A vid utställning på museum.